# Teutomatos
Teutomatos est un roi qui régna sur le peuple gaulois des Nitiobroges (Nitiobriges), au Ier siècle av. J.-C.

## Biographie
Il est connu par deux mentions de Jules César dans ses Commentaires sur la Guerre des Gaules (Livre VII, chapitres 31 et 46) :
- Fils du notable Ollovico (« qui avait reçu du Sénat le titre d'ami »), il rejoint Vercingétorix, en 52 av. J.-C., avec des cavaliers nitiobroges et des mercenaires recrutés en Aquitaine, après la prise d'Avaricum par les Romains.
- Lors de la bataille de Gergovie, quand les soldats romains s’emparent d’un des camps, il est surpris dans sa tente pendant la sieste. Il réussit à s’enfuir à demi-nu mais son cheval est blessé.

Teutomatos participa au siège d'Alésia en 52 av. J.-C.
Le contingent nitiobroge commandé par Teutomatos est estimé à 5 000 hommes.

## Sources
1. ↑  Emmanuel Arbabe, « Du peuple à la cité : vie politique et institutions en Gaule chevelue depuis l'indépendance jusqu'à la fin des Julio-Claudiens », These de doctorat en Histoire, Université Panthéon-Sorbonne - Paris I,‎ 12 mars 2013 (lire en ligne, consulté le 14 août 2023)

- Venceslas Kruta, Les Celtes, Histoire et Dictionnaire, Éditions Robert Laffont, coll. « Bouquins », Paris, 2000,  (ISBN 2-7028-6261-6).
- John Haywood (intr. Barry Cunliffe, trad. Colette Stévanovitch), Atlas historique des Celtes, éditions Autrement, Paris, 2002,  (ISBN 2-7467-0187-1).
- Consulter aussi la bibliographie sur les Celtes.

## Wikisource
- Jules César, Commentaires sur la Guerre des Gaules, Livre VII